# HMS Hazard (J02)
Pour les autres navires du même nom, voir HMS Hazard.
Le HMS Hazard (pennant number J02) est un dragueur de mines de la classe Halcyon construit pour la Royal Navy dans les années 1930 et utilisé pendant la Seconde Guerre mondiale

## Construction
Le Hazard est commandé le 13 mars 1936 pour le chantier naval de William Gray & Company de West Hartlepool en Angleterre. La pose de la quille est effectuée le 27 mai 1936, le Hazard est lancé le 26 février 1937 et mis en service le 24 novembre 1937.
Il est parrainé par la communauté civile de Helston et Kerrier dans les Cornouailles, dans le cadre de la Warship Week (semaine des navires de guerre) en décembre 1941.
La classe Halcyon est conçue pour remplacer la classe Hunt précédente et varie en taille et en propulsion en fonction de sa construction.
Après la fabrication des 5 premiers Halcyon, et ses 2 exemplaires d'une variante, le deuxième groupe de 14 navires dont fait partie ce navire est lancé avec comme principale modification sa propulsion. Ils déplacent 828 t à charge standard et 1 311 t à pleine charge. Les navires ont une longueur totale de 74,75 m comme la variante de la première série , un maître-bau de 10,21 m et un tirant d'eau de 2,7 m.
Ils sont propulsés par deux turbines à vapeur Parsons (alors que la première série des Halcyon possédait des machines à vapeur verticales compound ou triple expansion), chacune entraînant un arbre, utilisant la vapeur fournie par deux chaudières à trois cylindres Admiralty. Les moteurs produisent un total de 1 750 ch (2 370 kW) et donnent une vitesse maximale de 16,5 nœuds (30,6 km/h). Il transporte au maximum 247 t de mazout, ce qui lui donne un rayon d'action de 7 200 milles marins (13 300 km) à 10 nœuds (19 km/h). L'effectif du navire est composé de 80 officiers et hommes d'équipage.
Cette deuxième série de la classe Halcyon est armée de deux canons de marine de 4 pouces QF Mk V (102 mm) avec un montage HA Mk.III à angle élevé. Il est également équipé de huit mitrailleuses Lewis de .303 British (7,7 mm), ainsi d'un support quadruple pour les mitrailleuses Vickers de 12,7 mm est rajouté. Plus tard, dans sa carrière, il est rajouté jusqu'à quatre supports simples ou doubles pour les canons antiaérien Oerlikon de 20 mm. Pour le travail d'escorte, son équipement de dragage de mines pouvait être échangé contre environ 40 charges de profondeur.

## Histoire
Le Hazard est mis en service le 23 novembre 1937 et est affecté à la 1re flottille de dragueurs de mines (1st Minesweeping Flotilla) du Home Command (Commandement intérieur). En 1938, il participe à des exercices et est présente à la Fleet Review (revue de la Flotte) par le roi George VI à Weymouth en juin. La Flottille se ensuite disperse en juillet pour sa croisière estivale et le Hazard va avec le Sharpshooter (J68) à Fowey et Dieppe avant de rejoindre la Flottille pour visiter Fredrikstad dans la Baltique. Il passe l’automne en Écosse avant de retourner à Sheerness.
En mars 1939, le Hazard subit des dommages lors de l'accostage et doit être amarré pour des réparations, émergeant en mai alors qu'il est attendu pour aider au sauvetage du sous-marin Thetis (N25) coulé pendant ses essais dans la baie de Liverpool.

### Seconde Guerre mondiale
Au début de la guerre, le Hazard se trouve en Écosse. Dans le Firth of Clyde à la fin de novembre 1939, il est bloqué par une obstruction dans le chenal nettoyé et, par conséquent, passe en rénovation de janvier/février 1940 à Grangemouth. Le Hazard passe la majeure partie de 1940 dans les eaux écossaises, y compris beaucoup de temps à Scapa Flow où la Flotte a besoin de sa protection lorsqu'il navigue et retourne au port. En 1941, à la suite de la perte ou des dommages de beaucoup d'escortes à Dunkerque, il est décidé d'amener le Hazard dans les approches occidentales (Western Approaches Command) pour agir comme escorte locale à l’extrémité du Royaume-Uni des routes du convoi. Les Halcyon sont idéalement adaptés à ce rôle d’escortes, étant équipés à la fois d'ASDIC et plus récemment de nouveau radar 271. Le Hazard est basé à Stornoway bien que ses activités l'emmènent dans plusieurs autres ports, dont Oban, Inverary, Aultbea, Londonderry, la Clyde et l'Islande. Les tâches normales de dragage des mines sont exercées lorsqu'il n'est pas requis comme escorte, bien qu'il soit prêt à être envoyé immédiatement pour des tâches de patrouille ou d'escorte.
En septembre 1941, il est converti à Belfast pour le service arctique. En novembre, le Hebe (J24), le Sharpshooter et le Hazard sont affectés pour escorter le convoi PQ 5 d'Islande à Arkhangelsk. En fait, ils escortent quatre des sept navires de ce convoi de Kirkwall à Hvalfjörður. En décembre, le Hazard effectue des tâches locales de dragage des mines avec le Speedy (J17) avant de quitter la zone pour rencontrer le convoi PQ 6. Alors qu’ils se dirigent vers le convoi PQ 6 (8 navires), le Hazard et le Speedy sont attaqués par quatre destroyers allemands (Z23, Z24, Z25, Z27) qui ont été envoyés pour trouver le convoi PQ 6 et lancer des mines. Il s'agit de la première tentative des Allemands d’interception d'un convoi. Les Allemands prennent les navires britanniques pour des destroyers soviétiques beaucoup plus grands et n'appuient pas trop leur attaque. Bien que les Allemands aient tiré des obus éclairants, les dragueurs de mines réussissent à s'échapper sous un écran de fumée. Le Speedy est touché quatre fois.
Parmi ses fonctions locales en Russie du Nord en janvier/février 1942, le Hazard escorte le convoi PQ 7B (9 navires) et PQ 11 (13 navires). Il navigue ensuite comme navire-amiral pour l'escorte du convoi QP 8 (15 navires), qui fait route vers le Royaume Uni le 1er mars 1942. L’escorte océanique ne comprend que quatre navires. Ils rencontrent un coup de vent sud-ouest de force 10, puis des vents d’ouest qui dispersent le convoi. Le 6 mars, le cuirassé Tirpitz, à la recherche du convoi PQ 12, avec l’un de ses destroyers, le Z25, passe moins de 12 milles devant le convoi PQ 8. Heureusement, le convoi n’a pas été détecté.
Après avoir réaménagé à Aberdeen, le Hazard se joint au convoi PQ 16, qui est lourdement attaqué alors qu'il se frayait un chemin de l'Islande à la Russie en mai 1942. Le Hazard passe ensuite le reste de l’année en Russie à aider à faire venir les quelques navires survivants du convoi PQ 17, escortant d'autres convois sur les étapes locales de leurs voyages, éliminant les mines et effectuant une gamme de tâches locales. En novembre 1942, le Hazard fait partie de l'escorte océanique pour le convoi QP 15 (28 navires), rencontrant à nouveau des coups de vent et perdant deux navires à cause d'attaques de U-Boote. Après avoir subi d'importants dégâts lors des tempêtes en Islande, le Hazard navigue sur Hull pour un radoub.
Le Hazard passe les trois premiers mois de 1943 à escorter les convois dans les eaux islandaises, mais en mai, il navigue vers la Méditerranée pour participer à l'invasion de la Sicile en juillet dans le cadre de l'opération Husky. Elle passe ensuite les 14 mois suivants dans la Méditerranée et est présent à Tarente en octobre 1943 lorsque la marine de guerre italienne se rend, puis navigue sur Malte. Au début de 1944, le Hazard est prêté au 46e Groupe d'escorte  (46th Escort Group) et passe la majeure partie de l'année pour des fonctions d'escorte. En octobre 1944, il revient à Harwich pour un réaménagement et rejoint la 1re Flottille de dragueurs de mines. Il passe ensuite la majeure partie de 1945 à déminer la côte Est.

### Après-guerre
Le Hazard est pris en main à Ipswich pour réparation en septembre et reprend le service avec la 1re Flottille pour le déminage dans les eaux domestiques en novembre 1945.
Le navire reste en service jusqu’à juin 1946, le Hazard est désarmé et placé dans la réserve à Chatham. Elle resta dans la Royal Navy jusqu’au 22 avril 1949, date où il est inscrit sur la liste d’élimination. Il est vendu à la BISCo pour démantèlement par W Ward de Grays dans l'Essex, le 22 avril 1949, et arrive au chantier du démolisseur plus tard la même année.

### Honneurs de bataille
- ATLANTIC 1941
- ARCTIC 1941-42
- SICILY 1943

### Participation auxconvois
Le Hazard a navigué avec les convois suivants au cours de sa carrière:
1. Convoi GUS 33
2. Convoi GUS 40
3. Convoi GUS 46
4. Convoi GUS 52
5. Convoi HX 125A
6. Convoi HX 142
7. Convoi JW 53
8. Convoi KMS 41
9. Convoi KMS 48
10. Convoi KMS 54
11. Convoi KMS 64
12. Convoi MKS 39
13. Convoi MKS 42
14. Convoi MKS 56
15. Convoi ON 5
16. Convoi OS/KMS 47KM
17. Convoi PQ 5
18. Convoi PQ 6
19. Convoi PQ 8
20. Convoi PQ 11
21. Convoi PQ 16
22. Convoi PQ 18
23. Convoi QP 7
24. Convoi QP 8
25. Convoi QP 13
26. Convoi QP 14
27. Convoi QP 15
28. Convoi SC 28
29. Convoi SC 34
30. Convoi SC 39
31. Convoi SC 40
32. Convoi UGS 28
33. Convoi UGS 35
34. Convoi UGS 41
35. Convoi UGS 47

### Commandement
- Lieutenant Commander (Lt.Cdr.) William Thomas Warren Curtis (RN) du 28 janvier 1939 au 14 septembre 1940
- Lieutenant Commander (Lt.Cdr.) John Richard Arthur Seymour (RN) du 14 septembre 1940 au 8 août 1942
- Lieutenant (Lt.) (en retraite) George Collas Hocart (RNR) du 8 août 1942 au 5 janvier 1943
- Lieutenant Commander (Lt.Cdr.) Louis Conran Smith (RN) du 5 janvier 1943 à mi-1944
- T/A/Lieutenant Commander (T/A/Lt.Cdr.) John Crawford (RNVR) de mi-1944 à fin 1945